# شوایش
شهر شوایش (به آلمانی: Schweich) در ایالت راینلند-فالتز در کشور آلمان واقع شده‌است.